# Вултурень (Ботошань)
Вултурень, Вултурені (рум. Vultureni) — село у повіті Ботошані в Румунії. Входить до складу комуни Унцень.
Село розташоване на відстані 382 км на північ від Бухареста, 12 км на північ від Ботошань, 101 км на північний захід від Ясс.